# Medallistas olímpicos en ciclismo (masculino)
Tabla de medallas de oro, plata y bronce del Ciclismo en los Juegos Olímpicos desde su primera edición en 1948, en cada una de las pruebas que forman parte del torneo.
- Para las damas véase Medallistas olímpicos en ciclismo (femenino).

## Programa vigente

### Ciclismo en ruta

#### Ruta individual
| Edición             | Oro                                        | Plata                                      | Bronce                                     |
| ------------------- | ------------------------------------------ | ------------------------------------------ | ------------------------------------------ |
| Atenas 1896         | Aristidis Konstantinidis · Grecia          | August von Gödrich · Alemania              | Edward Battell · Reino Unido               |
| 1900–1924           | prueba no incluida en el programa olímpico | prueba no incluida en el programa olímpico | prueba no incluida en el programa olímpico |
| Ámsterdam 1928      | Henry Hansen · Dinamarca                   | Frank Southall · Reino Unido               | Gösta Carlsson · Suecia                    |
| Los Ángeles 1932    | Attilio Pavesi · Italia                    | Guglielmo Segato · Italia                  | Bernhard Britz · Suecia                    |
| Berlín 1936         | Robert Charpentier · Francia               | Guy Lapébie · Francia                      | Ernst Nievergelt · Suiza                   |
| Londres 1948        | José Beyaert · Francia                     | Gerrit Voorting · Países Bajos             | Lode Wouters · Bélgica                     |
| Helsinki 1952       | André Noyelle · Bélgica                    | Robert Grondelaers · Bélgica               | Edi Ziegler · Alemania                     |
| Melbourne 1956      | Ercole Baldini · Italia                    | Arnaud Geyre · Francia                     | Alan Jackson · Reino Unido                 |
| Roma 1960           | Viktor Kapitonov · Unión Soviética         | Livio Trapè · Italia                       | Willy Vanden Berghen · Bélgica             |
| Tokio 1964          | Mario Zanin · Italia                       | Kjell Rodian · Dinamarca                   | Walter Godefroot · Bélgica                 |
| México 1968         | Pierfranco Vianelli · Italia               | Leif Mortensen · Dinamarca                 | Gösta Pettersson · Suecia                  |
| Múnich 1972         | Hennie Kuiper · Países Bajos               | Clyde Sefton · Australia                   | medalla no otorgada                        |
| Montreal 1976       | Bernt Johansson · Suecia                   | Giuseppe Martinelli · Italia               | Mieczysław Nowicki · Polonia               |
| Moscú 1980          | Serguéi Sujoruchenkov · Unión Soviética    | Czesław Lang · Polonia                     | Yuri Barinov · Unión Soviética             |
| Los Ángeles 1984    | Alexi Grewal · Estados Unidos              | Steve Bauer · Canadá                       | Dag Otto Lauritzen · Noruega               |
| Seúl 1988           | Olaf Ludwig · Alemania Oriental            | Bernd Gröne · Alemania Occidental          | Christian Henn · Alemania Occidental       |
| Barcelona 1992      | Fabio Casartelli · Italia                  | Erik Dekker · Países Bajos                 | Dainis Ozols · Letonia                     |
| Atlanta 1996        | Pascal Richard · Suiza                     | Rolf Sørensen · Dinamarca                  | Max Sciandri · Reino Unido                 |
| Sídney 2000         | Jan Ullrich · Alemania                     | Alexander Vinokourov · Kazajistán          | Andreas Klöden · Alemania                  |
| Atenas 2004         | Paolo Bettini · Italia                     | Sérgio Paulinho · Portugal                 | Axel Merckx · Bélgica                      |
| Beijing 2008        | Samuel Sánchez · España                    | Fabian Cancellara · Suiza                  | Alexandr Kolobnev · Rusia                  |
| Londres 2012        | Alexander Vinokourov · Kazajistán          | Rigoberto Urán · Colombia                  | Alexander Kristoff · Noruega               |
| Río de Janeiro 2016 | Greg Van Avermaet · Bélgica                | Jakob Fuglsang · Dinamarca                 | Rafał Majka · Polonia                      |
| Tokio 2020          | Richard Carapaz · Ecuador                  | Wout van Aert · Bélgica                    | Tadej Pogačar · Eslovenia                  |
| París 2024          | Remco Evenepoel · Bélgica                  | Valentin Madouas · Francia                 | Christophe Laporte · Francia               |

#### Contrarreloj individual
| Edición             | Oro                                        | Plata                                      | Bronce                                     |
| ------------------- | ------------------------------------------ | ------------------------------------------ | ------------------------------------------ |
| Estocolmo 1912      | Rudolph Lewis · Sudáfrica                  | Frederick Grubb · Reino Unido              | Carl Schutte · Estados Unidos              |
| Amberes 1920        | Harry Stenqvist · Suecia                   | Henry Kaltenbrunn · Sudáfrica              | Fernand Canteloube · Francia               |
| París 1924          | Armand Blanchonnet · Francia               | Henri Hoevenaers · Bélgica                 | René Hamel · Francia                       |
| 1928–1992           | prueba no incluida en el programa olímpico | prueba no incluida en el programa olímpico | prueba no incluida en el programa olímpico |
| Atlanta 1996        | Miguel Induráin · España                   | Abraham Olano · España                     | Chris Boardman · Reino Unido               |
| Sídney 2000         | Viatcheslav Ekimov · Rusia                 | Jan Ullrich · Alemania                     | medalla no entregada                       |
| Atenas 2004         | Viatcheslav Ekimov · Rusia                 | Bobby Julich · Estados Unidos              | Michael Rogers · Australia                 |
| Beijing 2008        | Fabian Cancellara · Suiza                  | Gustav Larsson · Suecia                    | Levi Leipheimer · Estados Unidos           |
| Londres 2012        | Bradley Wiggins · Reino Unido              | Tony Martin · Alemania                     | Chris Froome · Reino Unido                 |
| Río de Janeiro 2016 | Fabian Cancellara · Suiza                  | Tom Dumoulin · Países Bajos                | Chris Froome · Reino Unido                 |
| Tokio 2020          | Primož Roglič · Eslovenia                  | Tom Dumoulin · Países Bajos                | Rohan Dennis · Australia                   |
| París 2024          | Remco Evenepoel · Bélgica                  | Filippo Ganna · Italia                     | Wout van Aert · Bélgica                    |

### Ciclismo en pista

##### Keirin
| Edición             | Oro                             | Plata                          | Bronce                                                         |
| ------------------- | ------------------------------- | ------------------------------ | -------------------------------------------------------------- |
| Sídney 2000         | Florian Rousseau · Francia      | Gary Neiwand · Australia       | Jens Fiedler · Alemania                                        |
| Atenas 2004         | Ryan Bayley · Australia         | José Antonio Escuredo · España | Shane Kelly · Australia                                        |
| Beijing 2008        | Chris Hoy · Reino Unido         | Ross Edgar · Reino Unido       | Kiyofumi Nagai · Japón                                         |
| Londres 2012        | Chris Hoy · Reino Unido         | Maximilian Levy · Alemania     | Simon van Velthooven · Nueva ZelandaTeun Mulder · Países Bajos |
| Río de Janeiro 2016 | Jason Kenny · Reino Unido       | Matthijs Buchli · Países Bajos | Azizulhasni Awang · Malasia                                    |
| Tokio 2020          | Jason Kenny · Reino Unido       | Azizulhasni Awang · Malasia    | Harrie Lavreysen · Países Bajos                                |
| París 2024          | Harrie Lavreysen · Países Bajos | Matthew Richardson · Australia | Matthew Glaetzer · Australia                                   |

##### Madison
| Edición      | Oro                                              | Plata                                        | Bronce                                      |
| ------------ | ------------------------------------------------ | -------------------------------------------- | ------------------------------------------- |
| Sídney 2000  | Australia · Brett Aitken · Scott McGrory         | Bélgica · Etienne De Wilde · Matthew Gilmore | Italia · Silvio Martinello · Marco Villa    |
| Atenas 2004  | Australia · Graeme Brown · Stuart O'Grady        | Suiza · Franco Marvulli · Bruno Risi         | Reino Unido · Rob Hayles · Bradley Wiggins  |
| Beijing 2008 | Argentina · Juan Curuchet · Walter Pérez         | España · Joan Llaneras · Antonio Tauler      | Rusia · Mikhail Ignatiev · Alexei Markov    |
| 2012-2016    | prueba no incluida en el programa olímpico       | prueba no incluida en el programa olímpico   | prueba no incluida en el programa olímpico  |
| Tokio 2020   | Dinamarca · Lasse Norman Hansen · Michael Mørkøv | Reino Unido · Ethan Hayter · Matthew Walls   | Francia · Donavan Grondin · Benjamin Thomas |
| París 2024   | Portugal · Iúri Leitão · Rui Oliveira            | Italia · Elia Viviani · Simone Consonni      | Dinamarca · Niklas Larsen · Michael Mørkøv  |

##### Omnium
| Edición             | Oro                             | Plata                            | Bronce                          |
| ------------------- | ------------------------------- | -------------------------------- | ------------------------------- |
| Londres 2012        | Lasse Norman Hansen · Dinamarca | Bryan Coquard · Francia          | Ed Clancy · Reino Unido         |
| Río de Janeiro 2016 | Elia Viviani · Italia           | Mark Cavendish · Reino Unido     | Lasse Norman Hansen · Dinamarca |
| Tokio 2020          | Matthew Walls · Reino Unido     | Campbell Stewart · Nueva Zelanda | Elia Viviani · Italia           |
| París 2024          | Benjamin Thomas · Francia       | Iúri Leitão · Portugal           | Fabio Van den Bossche · Bélgica |

##### Velocidad individual
| Edición             | Oro                                                                                       | Plata                                                                                     | Bronce                                                                                    |
| ------------------- | ----------------------------------------------------------------------------------------- | ----------------------------------------------------------------------------------------- | ----------------------------------------------------------------------------------------- |
| Atenas 1896         | Paul Masson · Francia                                                                     | Stamatios Nikolopoulos · Grecia                                                           | Léon Flameng · Francia                                                                    |
| París 1900          | Albert Taillandier · Francia                                                              | Fernand Sanz · Francia                                                                    | John Henry Lake · Estados Unidos                                                          |
| St. Louis 1904      | prueba no incluida en el programa olímpico                                                | prueba no incluida en el programa olímpico                                                | prueba no incluida en el programa olímpico                                                |
| Londres 1908        | Sin medallistas: carrera declarada nula porque se excedió el límite de tiempo en la final | Sin medallistas: carrera declarada nula porque se excedió el límite de tiempo en la final | Sin medallistas: carrera declarada nula porque se excedió el límite de tiempo en la final |
| Estocolmo 1912      | prueba no incluida en el programa olímpico                                                | prueba no incluida en el programa olímpico                                                | prueba no incluida en el programa olímpico                                                |
| Amberes 1920        | Maurice Peeters · Países Bajos                                                            | Horace Johnson · Reino Unido                                                              | Harry Ryan · Reino Unido                                                                  |
| París 1924          | Lucien Michard · Francia                                                                  | Jacob Meijer · Países Bajos                                                               | Jean Cugnot · Francia                                                                     |
| Ámsterdam 1928      | Roger Beaufrand · Francia                                                                 | Antoine Mazairac · Países Bajos                                                           | Willy Hansen · Dinamarca                                                                  |
| Los Ángeles 1932    | Jacobus van Egmond · Países Bajos                                                         | Louis Chaillot · Francia                                                                  | Bruno Pellizzari · Italia                                                                 |
| Berlín 1936         | Toni Merkens · Alemania                                                                   | Arie van Vliet · Países Bajos                                                             | Louis Chaillot · Francia                                                                  |
| Londres 1948        | Mario Ghella · Italia                                                                     | Reg Harris · Reino Unido                                                                  | Axel Schandorff · Dinamarca                                                               |
| Helsinki 1952       | Enzo Sacchi · Italia                                                                      | Lionel Cox · Australia                                                                    | Werner Potzernheim · Alemania                                                             |
| Melbourne 1956      | Michel Rousseau · Francia                                                                 | Guglielmo Pesenti · Italia                                                                | Dick Ploog · Australia                                                                    |
| Roma 1960           | Sante Gaiardoni · Italia                                                                  | Leo Sterckx · Bélgica                                                                     | Valentino Gasparella · Italia                                                             |
| Tokio 1964          | Giovanni Pettenella · Italia                                                              | Sergio Bianchetto · Italia                                                                | Daniel Morelon · Francia                                                                  |
| México 1968         | Daniel Morelon · Francia                                                                  | Giordano Turrini · Italia                                                                 | Pierre Trentin · Francia                                                                  |
| Múnich 1972         | Daniel Morelon · Francia                                                                  | John Nicholson · Australia                                                                | Omar Pkhakadze · Unión Soviética                                                          |
| Montreal 1976       | Anton Tkáč · Checoslovaquia                                                               | Daniel Morelon · Francia                                                                  | Hans-Jürgen Geschke · Alemania Oriental                                                   |
| Moscú 1980          | Lutz Heßlich · Alemania Oriental                                                          | Yavé Cahard · Francia                                                                     | Sergei Kopylov · Unión Soviética                                                          |
| Los Ángeles 1984    | Mark Gorski · Estados Unidos                                                              | Nelson Vails · Estados Unidos                                                             | Tsutomu Sakamoto · Japón                                                                  |
| Seúl 1988           | Lutz Heßlich · Alemania Oriental                                                          | Nikolai Kovsh · Unión Soviética                                                           | Gary Neiwand · Australia                                                                  |
| Barcelona 1992      | Jens Fiedler · Alemania                                                                   | Gary Neiwand · Australia                                                                  | Curt Harnett · Canadá                                                                     |
| Atlanta 1996        | Jens Fiedler · Alemania                                                                   | Marty Nothstein · Estados Unidos                                                          | Curt Harnett · Canadá                                                                     |
| Sídney 2000         | Marty Nothstein · Estados Unidos                                                          | Florian Rousseau · Francia                                                                | Jens Fiedler · Alemania                                                                   |
| Atenas 2004         | Ryan Bayley · Australia                                                                   | Theo Bos · Países Bajos                                                                   | René Wolff · Alemania                                                                     |
| Beijing 2008        | Chris Hoy · Reino Unido                                                                   | Jason Kenny · Reino Unido                                                                 | Mickaël Bourgain · Francia                                                                |
| Londres 2012        | Jason Kenny · Reino Unido                                                                 | Grégory Baugé · Francia                                                                   | Shane Perkins · Australia                                                                 |
| Río de Janeiro 2016 | Jason Kenny · Reino Unido                                                                 | Callum Skinner · Reino Unido                                                              | Denis Dmitriev · Rusia                                                                    |
| Tokio 2020          | Harrie Lavreysen · Países Bajos                                                           | Jeffrey Hoogland · Países Bajos                                                           | Jack Carlin · Reino Unido                                                                 |
| París 2024          | Harrie Lavreysen · Países Bajos                                                           | Matthew Richardson · Australia                                                            | Jack Carlin · Reino Unido                                                                 |

##### Velocidad por equipos
| Edición             | Oro                                                                   | Plata                                                        | Bronce                                                            |
| ------------------- | --------------------------------------------------------------------- | ------------------------------------------------------------ | ----------------------------------------------------------------- |
| Sídney 2000         | Francia · Florian Rousseau · Arnaud Tournant · Laurent Gané           | Reino Unido · Chris Hoy · Craig MacLean · Jason Queally      | Australia · Gary Neiwand · Sean Eadie · Darryn Hill               |
| Atenas 2004         | Alemania · Jens Fiedler · Stefan Nimke · René Wolff                   | Japón · Toshiaki Fushimi · Masaki Inoue · Tomohiro Nagatsuka | Francia · Mickaël Bourgain · Laurent Gané · Arnaud Tournant       |
| Beijing 2008        | Reino Unido · Chris Hoy · Jason Kenny · Jamie Staff                   | Francia · Grégory Baugé · Kévin Sireau · Arnaud Tournant     | Alemania · René Enders · Maximilian Levy · Stefan Nimke           |
| Londres 2012        | Reino Unido · Chris Hoy · Jason Kenny · Philip Hindes                 | Francia · Grégory Baugé · Kévin Sireau · Michaël D'Almeida   | Alemania · René Enders · Maximilian Levy · Robert Förstemann      |
| Río de Janeiro 2016 | Reino Unido · Philip Hindes · Jason Kenny · Callum Skinner            | Nueva Zelanda · Eddie Dawkins · Ethan Mitchell · Sam Webster | Francia · Grégory Baugé · Michaël D'Almeida · François Pervis     |
| Tokio 2020          | Países Bajos · Jeffrey Hoogland · Harrie Lavreysen · Roy van den Berg | Reino Unido · Jack Carlin · Jason Kenny · Ryan Owens         | Francia · Florian Grengbo · Rayan Helal · Sébastien Vigier        |
| París 2024          | Países Bajos · Roy van den Berg · Harrie Lavreysen · Jeffrey Hoogland | Reino Unido · Ed Lowe · Hamish Turnbull · Jack Carlin        | Australia · Leigh Hoffman · Matthew Richardson · Matthew Glaetzer |

##### Persecución por equipos
| Edición             | Oro | Plata | Bronce                                                                                          |
| ------------------- | --- | --- | ----------------------------------------------------------------------------------------------- |
| Londres 1908        | Reino Unido · Benjamin Jones · Clarence Kingsbury · Leonard Meredith · Ernest Payne                       | Alemania · Max Götze · Rudolf Katzer · Hermann Martens · Karl Neumer                                         | Canadá · William Anderson · Walter Andrews · Frederick McCarthy · William Morton                |
| Estocolmo 1912      | prueba no incluida en el programa olímpico                                                                | prueba no incluida en el programa olímpico                                                                   | prueba no incluida en el programa olímpico                                                      |
| Amberes 1920        | Italia · Arnaldo Carli · Ruggero Ferrario · Franco Giorgetti · Primo Magnani                              | Reino Unido · Cyril Alden · Horace Johnson · William Stewart · Albert White                                  | Sudáfrica · Hendrik Goosen · Henry Kaltenbrunn · William Smith · James Walker                   |
| París 1924          | Italia · Angelo de Martino · Alfredo Dinale · Aurelio Menegazzi · Francesco Zucchetti                     | Polonia · Józef Lange · Jan Lazarski · Tomasz Stankiewicz · Franciszek Szymczyk                              | Bélgica · Jean Van Den Bosch · Léonard Daghelinckx · Henri Hoevenaers · Fernand Saivé           |
| Ámsterdam 1928      | Italia · Giacomo Gaioni · Cesare Facciani · Mario Lusiani · Luigi Tasselli                                | Países Bajos · Janus Braspennincx · Piet van der Horst · Johannes Maas · Jan Pijnenburg                      | Reino Unido · George Southall · Harry Wyld · Lewis Wyld · Percy Wyld                            |
| Los Ángeles 1932    | Italia · Nino Borsari · Marco Cimatti · Alberto Ghilardi · Paolo Pedretti                                 | Francia · Paul Chocque · Amédée Fournier · René Le Grevès · Henri Mouillefarine                              | Reino Unido · William Harvell · Charles Holland · Ernest Johnson · Frank Southall               |
| Berlín 1936         | Francia · Robert Charpentier · Jean Goujon · Guy Lapébie · Roger-Jean Le Nizerhy                          | Italia · Bianco Bianchi · Mario Gentili · Armando Latini · Severino Rigoni                                   | Reino Unido · Harry Hill · Ernest Johnson · Charles King · Ernest Mills                         |
| Londres 1948        | Francia · Pierre Adam · Serge Blusson · Charles Coste · Fernand Decanali                                  | Italia · Arnaldo Benfenati · Guido Bernardi · Anselmo Citterio · Rino Pucci                                  | Reino Unido · Robert Alan Geldard · Thomas Godwin · David Ricketts · Wilfred Waters             |
| Helsinki 1952       | Italia · Loris Campana · Mino De Rossi · Guido Messina · Marino Morettini                                 | Sudáfrica · George Estman · Robert Fowler · Thomas Shardelow · Alfred Swift                                  | Reino Unido · Donald Burgess · George Newberry · Alan Newton · Ronald Stretton                  |
| Melbourne 1956      | Italia · Antonio Domenicali · Leandro Faggin · Franco Gandini · Valentino Gasparella · Virginio Pizzali   | Francia · René Bianchi · Jean Graczyk · Jean-Claude Lecante · Michel Vermeulin ·                             | Reino Unido · Donald Burgess · Michael Gambrill · John Geddes · Tom Simpson ·                   |
| Roma 1960           | Italia · Luigi Arienti · Franco Testa · Mario Vallotto · Marino Vigna                                     | Equipo Alemán Unificado · Bernd Barleben · Peter Gröning · Manfred Klieme · Siegfried Köhler                 | Unión Soviética · Arnold Belgardt · Leonid Kolumbet · Stanislav Moskvin · Viktor Romanov        |
| Tokio 1964          | Equipo Alemán Unificado · Lothar Claesges · Karl-Heinz Henrichs · Karl Link · Ernst Streng                | Italia · Vincenzo Mantovani · Carlo Rancati · Luigi Roncaglia · Franco Testa                                 | Países Bajos · Henk Cornelisse · Gerard Koel · Jaap Oudkerk · Cor Schuuring                     |
| México 1968         | Dinamarca · Gunnar Asmussen · Mogens Jensen · Per Lyngemark · Reno Olsen                                  | Alemania Occidental · Udo Hempel · Karl-Heinz Henrichs · Jürgen Kissner · Karl Link                          | Italia · Lorenzo Bosisio · Cipriano Chemello · Giorgio Morbiato · Luigi Roncaglia               |
| Múnich 1972         | Alemania Occidental · Günther Schumacher · Jürgen Colombo · Günter Haritz · Udo Hempel                    | Alemania Oriental · Uwe Unterwalder · Thomas Huschke · Heinz Richter · Herbert Richter                       | Reino Unido · William Moore · Michael Bennett · Ian Hallam · Ronald Keeble                      |
| Montreal 1976       | Alemania Occidental · Peter Vonhof · Gregor Braun · Hans Lutz · Günther Schumacher                        | Unión Soviética · Viktor Sokolov · Vladimir Osokin · Aleksandr Perov · Vitali Petrakov                       | Reino Unido · Ian Hallam · Ian Banbury · Michael Bennett · Robin Croker                         |
| Moscú 1980          | Unión Soviética · Viktor Manakov · Valeri Movchan · Vladimir Osokin · Vitali Petrakov · Aleksandr Krasnov | Alemania Oriental · Gerald Mortag · Uwe Unterwalder · Matthias Wiegand · Volker Winkler ·                    | Checoslovaquia · Teodor Černý · Martin Penc · Jiří Pokorný · Igor Sláma ·                       |
| Los Ángeles 1984    | Australia · Michael Grenda · Kevin Nichols · Michael Turtur · Dean Woods                                  | Estados Unidos · David Grylls · Steve Hegg · Patrick McDonough · Leonard Nitz                                | Alemania Occidental · Reinhard Alber · Rolf Gölz · Roland Günther · Michael Marx                |
| Seúl 1988           | Unión Soviética · Viatcheslav Ekimov · Artūras Kasputis · Dmitry Nelyubin · Gintautas Umaras ·            | Alemania Oriental · Carsten Wolf · Steffen Blochwitz · Roland Hennig · Dirk Meier ·                          | Australia · Scott McGrory · Dean Woods · Brett Dutton · Wayne McCarny · Stephen McGlede         |
| Barcelona 1992      | Alemania · Stefan Steinweg · Andreas Walzer · Guido Fulst · Michael Glöckner · Jens Lehmann               | Australia · Stuart O'Grady · Brett Aitken · Stephen McGlede · Shaun O'Brien ·                                | Dinamarca · Jan Bo Petersen · Michael Sandstød · Ken Frost · Jimmi Madsen · Klaus Kynde Nielsen |
| Atlanta 1996        | Francia · Christophe Capelle · Philippe Ermenault · Jean-Michel Monin · Francis Moreau                    | Rusia · Eduard Gritsun · Nikolay Kuznetsov · Alexei Markov · Anton Shantyr                                   | Australia · Brett Aitken · Stuart O'Grady · Timothy O'Shannessey · Dean Woods                   |
| Sídney 2000         | Alemania · Guido Fulst · Robert Bartko · Daniel Becke · Jens Lehmann                                      | Ucrania · Sergiy Chernyavsky · Sergiy Matveyev · Alexander Symonenko · Oleksandr Fedenko                     | Reino Unido · Paul Manning · Chris Newton · Bryan Steel · Bradley Wiggins                       |
| Atenas 2004         | Australia · Graeme Brown · Brett Lancaster · Bradley McGee · Luke Roberts                                 | Reino Unido · Steve Cummings · Rob Hayles · Paul Manning · Bradley Wiggins                                   | España · Carlos Castaño · Sergi Escobar · Asier Maeztu · Carlos Torrent                         |
| Beijing 2008        | Reino Unido · Ed Clancy · Paul Manning · Geraint Thomas · Bradley Wiggins ·                               | Dinamarca · Casper Jørgensen · Jens-Erik Madsen · Michael Mørkøv · Alex Rasmussen · Michael Færk Christensen | Nueva Zelanda · Sam Bewley · Hayden Roulston · Marc Ryan · Jesse Sergent · Westley Gough        |
| Londres 2012        | Reino Unido · Ed Clancy · Geraint Thomas · Steven Burke · Peter Kennaugh ·                                | Australia · Jack Bobridge · Glenn O'Shea · Rohan Dennis · Michael Hepburn ·                                  | Nueva Zelanda · Sam Bewley · Aaron Gate · Marc Ryan · Jesse Sergent · Westley Gough             |
| Río de Janeiro 2016 | Reino Unido · Ed Clancy · Steven Burke · Owain Doull · Bradley Wiggins                                    | Australia · Alexander Edmondson · Jack Bobridge · Michael Hepburn · Sam Welsford                             | Dinamarca · Lasse Norman Hansen · Niklas Larsen · Frederik Madsen · Casper von Folsach          |
| Tokio 2020          | Italia · Simone Consonni · Filippo Ganna · Francesco Lamon · Jonathan Milan                               | Dinamarca · Lasse Norman Hansen · Niklas Larsen · Frederik Rodenberg · Rasmus Pedersen                       | Australia · Kelland O'Brien · Sam Welsford · Leigh Howard · Luke Plapp                          |
| París 2024          | Australia · Oliver Bleddyn · Samuel Welsford · Conor Leahy · Kelland O'Brien                              | Reino Unido · Ethan Hayter · Daniel Bigham · Charlie Tanfield · Ethan Vernon · Oliver Wood                   | Italia · Simone Consonni · Filippo Ganna · Francesco Lamon · Jonathan Milan                     |

### Ciclismo de montaña(Mountain bike)
| Edición             | Oro                                | Plata                              | Bronce                         |
| ------------------- | ---------------------------------- | ---------------------------------- | ------------------------------ |
| Atlanta 1996        | Bart Brentjens · Países Bajos      | Thomas Frischknecht · Suiza        | Miguel Martinez · Francia      |
| Sídney 2000         | Miguel Martinez · Francia          | Filip Meirhaeghe · Bélgica         | Christoph Sauser · Suiza       |
| Atenas 2004         | Julien Absalon · Francia           | José Antonio Hermida · España      | Bart Brentjens · Países Bajos  |
| Beijing 2008        | Julien Absalon · Francia           | Jean-Christophe Péraud · Francia   | Nino Schurter · Suiza          |
| Londres 2012        | Jaroslav Kulhavý · República Checa | Nino Schurter · Suiza              | Marco Aurelio Fontana · Italia |
| Río de Janeiro 2016 | Nino Schurter · Suiza              | Jaroslav Kulhavý · República Checa | Carlos Coloma Nicolás · España |
| Tokio 2020          | Tom Pidcock · Reino Unido          | Mathias Flückiger · Suiza          | David Valero · España          |
| París 2024          | Tom Pidcock · Reino Unido          | Victor Koretzky · Francia          | Alan Hatherly · Sudáfrica      |

### BMX

#### Carrera BMX
| Edición             | Oro                            | Plata                           | Bronce                          |
| ------------------- | ------------------------------ | ------------------------------- | ------------------------------- |
| Beijing 2008        | Māris Štrombergs · Letonia     | Mike Day · Estados Unidos       | Donny Robinson · Estados Unidos |
| Londres 2012        | Māris Štrombergs · Letonia     | Sam Willoughby · Australia      | Carlos Oquendo · Colombia       |
| Río de Janeiro 2016 | Connor Fields · Estados Unidos | Jelle van Gorkom · Países Bajos | Carlos Ramírez Yepes · Colombia |
| Tokio 2020          | Niek Kimmann · Países Bajos    | Kye Whyte · Reino Unido         | Carlos Ramírez Yepes · Colombia |
| París 2024          | Joris Daudet · Francia         | Sylvain André · Francia         | Romain Mahieu · Francia         |

#### Estilo libre
| Edición    | Oro                                 | Plata                       | Bronce                      |
| ---------- | ----------------------------------- | --------------------------- | --------------------------- |
| Tokio 2020 | Logan Martin · Australia            | Daniel Dhers · Venezuela    | Declan Brooks · Reino Unido |
| París 2024 | José Augusto Torres Gil · Argentina | Kieran Reilly · Reino Unido | Anthony Jeanjean · Francia  |

## Pruebas descontinuadas

### Ciclismo en ruta

#### Ruta por equipos
| Edición          | Oro                                                               | Plata                                                             | Bronce                                                                        |
| ---------------- | ----------------------------------------------------------------- | ----------------------------------------------------------------- | ----------------------------------------------------------------------------- |
| Ámsterdam 1928   | Dinamarca · Henry Hansen · Orla Jørgensen · Leo Nielsen           | Reino Unido · Jack Lauterwasser · John Middleton · Frank Southall | Suecia · Gösta Carlsson · Erik Jansson · Georg Johnsson                       |
| Los Ángeles 1932 | Italia · Giuseppe Olmo · Attilio Pavesi · Guglielmo Segato        | Dinamarca · Henry Hansen · Leo Nielsen · Frode Sørensen           | Suecia · Arne Berg · Bernhard Britz · Sven Höglund                            |
| Berlín 1936      | Francia · Robert Charpentier · Robert Dorgebray · Guy Lapébie     | Suiza · Edgar Buchwalder · Ernst Nievergelt · Kurt Ott            | Bélgica · Auguste Garrebeek · Armand Putzeys · François Vandermotte           |
| Londres 1948     | Bélgica · Léon Delathouwer · Eugène van Roosbroeck · Lode Wouters | Reino Unido · Robert John Maitland · Ian Scott · Gordon Thomas    | Francia · José Beyaert · Jacques Dupont · Alain Moineau                       |
| Helsinki 1952    | Bélgica · Robert Grondelaers · André Noyelle · Lucien Victor      | Italia · Dino Bruni · Gianni Ghidini · Vincenzo Zucconelli        | Francia · Jacques Anquetil · Claude Rouer · Alfred Tonello                    |
| Melbourne 1956   | Francia · Arnaud Geyre · Maurice Moucheraud · Michel Vermeulin    | Reino Unido · Arthur Brittain · William Holmes · Alan Jackson     | Equipo Alemán Unificado · Reinhold Pommer · Gustav-Adolf Schur · Horst Tüller |

#### Contrarreloj por equipos
| Edición          | Oro                                                                                      | Plata                                                                                  | Bronce                                                                                 |
| ---------------- | ---------------------------------------------------------------------------------------- | -------------------------------------------------------------------------------------- | -------------------------------------------------------------------------------------- |
| Estocolmo 1912   | Suecia · Erik Friborg · Ragnar Malm · Axel Persson · Algot Lönn                          | Reino Unido · Frederick Grubb · Leonard Meredith · Charles Moss · William Hammond      | Estados Unidos · Carl Schutte · Alvin Loftes · Albert Krushel · Walter Martin          |
| Amberes 1920     | Francia · Achille Souchard · Fernand Canteloube · Georges Detreille · Marcel Gobillot    | Suecia · Harry Stenqvist · Sigfrid Lundberg · Ragnar Malm · Axel Persson               | Bélgica · Albert Wyckmans · Albert De Bunné · Jean Janssens · André Vercruysse         |
| París 1924       | Francia · Armand Blanchonnet · René Hamel · André Leducq · Georges Wambst                | Bélgica · Henri Hoevenaers · Alphonse Parfondry · Jean Van Den Bosch · Fernand Saivé   | Suecia · Gunnar Sköld · Erik Bohlin · Ragnar Malm · Erik Bjurberg                      |
| 1928-1956        | prueba no incluida en el programa olímpico                                               | prueba no incluida en el programa olímpico                                             | prueba no incluida en el programa olímpico                                             |
| Roma 1960        | Italia · Livio Trapè · Antonio Bailetti · Ottavio Cogliati · Giacomo Fornoni             | Equipo Alemán Unificado · Gustav-Adolf Schur · Egon Adler · Erich Hagen · Günter Lörke | Unión Soviética · Aleksei Petrov · Viktor Kapitonov · Yevgeny Klevtsov · Yury Melikhov |
| Tokio 1964       | Países Bajos · Bart Zoet · Evert Dolman · Gerben Karstens · Jan Pieterse                 | Italia · Ferruccio Manza · Severino Andreoli · Luciano Dalla Bona · Pietro Guerra      | Suecia · Sture Pettersson · Sven Hamrin · Erik Pettersson · Gösta Pettersson           |
| México 1968      | Países Bajos · Joop Zoetemelk · Fedor den Hertog · Jan Krekels · René Pijnen             | Suecia · Sture Pettersson · Tomas Pettersson · Erik Pettersson · Gösta Pettersson      | Italia · Pierfranco Vianelli · Giovanni Bramucci · Vittorio Marcelli · Mauro Simonetti |
| Múnich 1972      | Unión Soviética · Valery Yardy · Gennady Komnatov · Valery Likhachov · Boris Shukov      | Polonia · Ryszard Szurkowski · Edward Barcik · Lucjan Lis · Stanisław Szozda           | no entregada                                                                           |
| Montreal 1976    | Unión Soviética · Aavo Pikkuus · Valery Chaplygin · Anatoly Chukanov · Vladimir Kaminsky | Polonia · Ryszard Szurkowski · Tadeusz Mytnik · Mieczysław Nowicki · Stanisław Szozda  | Dinamarca · Jørn Lund · Verner Blaudzun · Gert Frank · Jørgen Hansen                   |
| Moscú 1980       | Unión Soviética · Yury Kashirin · Oleg Logvin · Sergei Shelpakov · Anatoly Yarkin        | Alemania Oriental · Falk Boden · Bernd Drogan · Olaf Ludwig · Hans-Joachim Hartnick    | Checoslovaquia · Michal Klasa · Vlastibor Konečný · Alipi Kostadinov · Jiří Škoda      |
| Los Ángeles 1984 | Italia · Marcello Bartalini · Marco Giovannetti · Eros Poli · Claudio Vandelli           | Suiza · Alfred Achermann · Richard Trinkler · Laurent Vial · Benno Wiss                | Estados Unidos · Ron Kiefel · Clarence Knickman · Davis Phinney · Andrew Weaver        |
| Seúl 1988        | Alemania Oriental · Jan Schur · Uwe Ampler · Mario Kummer · Maik Landsmann               | Polonia · Andrzej Sypytkowski · Joachim Halupczok · Zenon Jaskuła · Marek Lesniewski   | Suecia · Michel Lafis · Anders Jarl · Björn Johansson · Jan Karlsson                   |
| Barcelona 1992   | Alemania · Michael Rich · Bernd Dittert · Christian Meyer · Uwe Peschel                  | Italia · Andrea Peron · Flavio Anastasia · Luca Colombo · Gianfranco Contri            | Francia · Jean-Louis Harel · Hervé Boussard · Didier Faivre-Pierret · Philippe Gaumont |

### Ciclismo en pista

##### Carrera por puntos
| Edición          | Oro                                        | Plata                                      | Bronce                                     |
| ---------------- | ------------------------------------------ | ------------------------------------------ | ------------------------------------------ |
| París 1900       | Enrico Brusoni · Italia                    | Karl Duill · Alemania                      | Louis Trousselier · Francia                |
| 1904-1980        | prueba no incluida en el programa olímpico | prueba no incluida en el programa olímpico | prueba no incluida en el programa olímpico |
| Los Ángeles 1984 | Roger Ilegems · Bélgica                    | Uwe Messerschmidt · Alemania Occidental    | José Manuel Youshimatz · México            |
| Seúl 1988        | Dan Frost · Dinamarca                      | Leo Peelen · Países Bajos                  | Marat Ganeyev · Unión Soviética            |
| Barcelona 1992   | Giovanni Lombardi · Italia                 | Léon van Bon · Países Bajos                | Cédric Mathy · Bélgica                     |
| Atlanta 1996     | Silvio Martinello · Italia                 | Brian Walton · Canadá                      | Stuart O'Grady · Australia                 |
| Sídney 2000      | Joan Llaneras · España                     | Milton Wynants · Uruguay                   | Alexei Markov · Rusia                      |
| Atenas 2004      | Mikhail Ignatiev · Rusia                   | Joan Llaneras · España                     | Guido Fulst · Alemania                     |
| Beijing 2008     | Joan Llaneras · España                     | Roger Kluge · Alemania                     | Chris Newton · Reino Unido                 |

#### Persecución individual
| Edición          | Oro                                | Plata                           | Bronce                             |
| ---------------- | ---------------------------------- | ------------------------------- | ---------------------------------- |
| Tokio 1964       | Jiří Daler · Checoslovaquia        | Giorgio Ursi · Italia           | Preben Isaksson · Dinamarca        |
| México 1968      | Daniel Rebillard · Francia         | Mogens Frey Jensen · Dinamarca  | Xaver Kurmann · Suiza              |
| Múnich 1972      | Knut Knudsen · Noruega             | Xaver Kurmann · Suiza           | Hans Lutz · Alemania Occidental    |
| Montreal 1976    | Gregor Braun · Alemania Occidental | Herman Ponsteen · Países Bajos  | Thomas Huschke · Alemania Oriental |
| Moscú 1980       | Robert Dill-Bundi · Suiza          | Alain Bondue · Francia          | Hans-Henrik Ørsted · Dinamarca     |
| Los Ángeles 1984 | Steve Hegg · Estados Unidos        | Rolf Gölz · Alemania Occidental | Leonard Nitz · Estados Unidos      |
| Seúl 1988        | Gintautas Umaras · Unión Soviética | Dean Woods · Australia          | Bernd Dittert · Alemania Oriental  |
| Barcelona 1992   | Chris Boardman · Reino Unido       | Jens Lehmann · Alemania         | Gary Anderson · Nueva Zelanda      |
| Atlanta 1996     | Andrea Collinelli · Italia         | Philippe Ermenault · Francia    | Bradley McGee · Australia          |
| Sídney 2000      | Robert Bartko · Alemania           | Jens Lehmann · Alemania         | Bradley McGee · Australia          |
| Atenas 2004      | Bradley Wiggins · Reino Unido      | Bradley McGee · Australia       | Sergi Escobar · España             |
| Beijing 2008     | Bradley Wiggins · Reino Unido      | Hayden Roulston · Nueva Zelanda | Steven Burke · Reino Unido         |

#### 1kmcontrarreloj
| Edición          | Oro                                        | Plata                                      | Bronce                                     |
| ---------------- | ------------------------------------------ | ------------------------------------------ | ------------------------------------------ |
| Atenas 1896      | Paul Masson · Francia                      | Stamatios Nikolopoulos · Grecia            | Adolf Schmal · Austria                     |
| 1900-1924        | prueba no incluida en el programa olímpico | prueba no incluida en el programa olímpico | prueba no incluida en el programa olímpico |
| Ámsterdam 1928   | Willy Hansen · Dinamarca                   | Gerard Bosch van Drakestein · Países Bajos | Edgar Gray · Australia                     |
| Los Ángeles 1932 | Edgar Gray · Australia                     | Jacobus van Egmond · Países Bajos          | Charles Rampelberg · Francia               |
| Berlín 1936      | Arie van Vliet · Países Bajos              | Pierre Georget · Francia                   | Rudolf Karsch · Alemania                   |
| Londres 1948     | Jacques Dupont · Francia                   | Pierre Nihant · Bélgica                    | Tommy Godwin · Reino Unido                 |
| Helsinki 1952    | Russell Mockridge · Australia              | Marino Morettini · Italia                  | Raymond Robinson · Sudáfrica               |
| Melbourne 1956   | Leandro Faggin · Italia                    | Ladislav Fouček · Checoslovaquia           | Alfred Swift · Sudáfrica                   |
| Roma 1960        | Sante Gaiardoni · Italia                   | Dieter Gieseler · Equipo Alemán Unificado  | Rostislav Vargashkin · Unión Soviética     |
| Tokio 1964       | Patrick Sercu · Bélgica                    | Giovanni Pettenella · Italia               | Pierre Trentin · Francia                   |
| México 1968      | Pierre Trentin · Francia                   | Niels Fredborg · Dinamarca                 | Janusz Kierzkowski · Polonia               |
| Múnich 1972      | Niels Fredborg · Dinamarca                 | Danny Clark · Australia                    | Jürgen Schütze · Alemania Oriental         |
| Montreal 1976    | Klaus-Jürgen Grünke · Alemania Oriental    | Michel Vaarten · Bélgica                   | Niels Fredborg · Dinamarca                 |
| Moscú 1980       | Lothar Thoms · Alemania Oriental           | Alexandr Panfilov · Unión Soviética        | David Weller · Jamaica                     |
| Los Ángeles 1984 | Fredy Schmidtke · Alemania Occidental      | Curtis Harnett · Canadá                    | Fabrice Colas · Francia                    |
| Seúl 1988        | Alexandr Kirichenko · Unión Soviética      | Martin Vinnicombe · Australia              | Robert Lechner · Alemania Occidental       |
| Barcelona 1992   | José Manuel Moreno · España                | Shane Kelly · Australia                    | Erin Hartwell · Estados Unidos             |
| Atlanta 1996     | Florian Rousseau · Francia                 | Erin Hartwell · Estados Unidos             | Takanobu Jumonji · Japón                   |
| Sídney 2000      | Jason Queally · Reino Unido                | Stefan Nimke · Alemania                    | Shane Kelly · Australia                    |
| Atenas 2004      | Chris Hoy · Reino Unido                    | Arnaud Tournant · Francia                  | Stefan Nimke · Alemania                    |

#### Tándem
| Edición          | Oro                                                      | Plata                                                  | Bronce                                                       |
| ---------------- | -------------------------------------------------------- | ------------------------------------------------------ | ------------------------------------------------------------ |
| Londres 1908     | Francia · André Auffray · Maurice Schilles               | Reino Unido · Frederick Hamlin · Horace Johnson        | Reino Unido · Charles Brooks · Walter Isaacs                 |
| Estocolmo 1912   | prueba no incluida en el programa olímpico               | prueba no incluida en el programa olímpico             | prueba no incluida en el programa olímpico                   |
| Amberes 1920     | Reino Unido · Thomas Lance · Harry Ryan                  | Sudáfrica · William Smith · James Walker               | Países Bajos · Frans de Vreng · Piet Ikelaar                 |
| París 1924       | Francia · Lucien Choury · Jean Cugnot                    | Dinamarca · Edmund Hansen · Willy Hansen               | Países Bajos · Gerard Bosch van Drakestein · Maurice Peeters |
| Ámsterdam 1928   | Países Bajos · Bernard Leene · Daan van Dijk             | Reino Unido · Ernest Chambers · John Sibbit            | Alemania · Hans Bernhardt · Karl Köther                      |
| Los Ángeles 1932 | Francia · Louis Chaillot · Maurice Perrin                | Reino Unido · Ernest Chambers · Stanley Chambers       | Dinamarca · Harald Christensen · Willy Gervin                |
| Berlín 1936      | Alemania · Ernst Ihbe · Carl Lorenz                      | Países Bajos · Bernard Leene · Hendrik Ooms            | Francia · Pierre Georget · Georges Maton                     |
| Londres 1948     | Italia · Renato Perona · Ferdinando Terruzzi             | Reino Unido · Alan Bannister · Reg Harris              | Francia · Gaston Dron · René Faye                            |
| Helsinki 1952    | Australia · Lionel Cox · Russell Mockridge               | Sudáfrica · Raymond Robinson · Thomas Shardelow        | Italia · Antonio Maspes · Cesare Pinarello                   |
| Melbourne 1956   | Australia · Joey Browne · Anthony Marchant               | Checoslovaquia · Ladislav Fouček · Václav Machek       | Italia · Giuseppe Ogna · Cesare Pinarello                    |
| Roma 1960        | Italia · Giuseppe Beghetto · Sergio Bianchetto           | Equipo Alemán Unificado · Jürgen Simon · Lothar Stäber | Unión Soviética · Vladimir Leonov · Boris Vasilyev           |
| Tokio 1964       | Italia · Angelo Damiano · Sergio Bianchetto              | Unión Soviética · Imants Bodnieks · Viktor Logunov     | Equipo Alemán Unificado · Willi Fuggerer · Klaus Kobusch     |
| México 1968      | Francia · Daniel Morelon · Pierre Trentin                | Países Bajos · Leijn Loevesijn · Jan Janssen           | Bélgica · Daniel Goens · Robert van Lancker                  |
| Múnich 1972      | Unión Soviética · Vladimir Semenets · Igor Tselovalnikov | Alemania Oriental · Jürgen Geschke · Werner Otto       | Polonia · Andrzej Bek · Benedykt Kocot                       |

#### 50km
| Edición      | Oro                            | Plata                     | Bronce                      |
| ------------ | ------------------------------ | ------------------------- | --------------------------- |
| Amberes 1920 | Henry George · Bélgica         | Cyril Alden · Reino Unido | Piet Ikelaar · Países Bajos |
| París 1924   | Jacobus Willems · Países Bajos | Cyril Alden · Reino Unido | Harry Wyld · Reino Unido    |

#### Primeros juegos (1896–1908)
Durante los primeros cuatro Juegos Olímpicos, los eventos de ciclismo en pista se llevaron a cabo en varias distancias que se disputaron solo en uno o dos Juegos.
| Evento     | 96 | 00 | 04 | 08 | Oro                              | Plata                             | Bronce                            |
| ¼ de milla |    |    | •  |    | Marcus Hurley · Estados Unidos   | Burton Downing · Estados Unidos   | Teddy Billington · Estados Unidos |
| ⅓ de milla |    |    | •  |    | Marcus Hurley · Estados Unidos   | Burton Downing · Estados Unidos   | Teddy Billington · Estados Unidos |
| 660 yardas |    |    |    | •  | Victor Johnson · Reino Unido     | Émile Demangel · Francia          | Karl Neumer · Alemania            |
| ½ de milla |    |    | •  |    | Marcus Hurley · Estados Unidos   | Teddy Billington · Estados Unidos | Burton Downing · Estados Unidos   |
| 1 milla    |    |    | •  |    | Marcus Hurley · Estados Unidos   | Burton Downing · Estados Unidos   | Teddy Billington · Estados Unidos |
| 2 millas   |    |    | •  |    | Burton Downing · Estados Unidos  | Oscar Goerke · Estados Unidos     | Marcus Hurley · Estados Unidos    |
| 5 km       |    |    |    | •  | Benjamin Jones · Reino Unido     | Maurice Schilles · Francia        | André Auffray · Francia           |
| 5 millas   |    |    | •  |    | Charles Schlee · Estados Unidos  | George Wiley · Estados Unidos     | Arthur Andrews · Estados Unidos   |
| 10 km      | •  |    |    |    | Paul Masson · Francia            | Léon Flameng · Francia            | Adolf Schmal · Austria            |
| 20 km      |    |    |    | •  | Clarence Kingsbury · Reino Unido | Benjamin Jones · Reino Unido      | Joseph Werbrouck · Bélgica        |
| 25 km      |    | •  |    |    | Louis Bastien · Francia          | Louis Hildebrand · Reino Unido    | Auguste Daumain · Francia         |
| 25 millas  |    |    | •  |    | Burton Downing · Estados Unidos  | Arthur Andrews · Estados Unidos   | George Wiley · Estados Unidos     |
| 100 km     | •  |    |    |    | Léon Flameng · Francia           | Georgios Kolettis · Grecia        | medalla no otorgada               |
| 100 km     |    |    |    | •  | Charles Bartlett · Reino Unido   | Charles Denny · Reino Unido       | Octave Lapize · Francia           |
| 12 horas   | •  |    |    |    | Adolf Schmal · Austria           | Frederick Keeping · Reino Unido   | medalla no otorgada               |